# 伝統郵趣
伝統郵趣（でんとうゆうしゅ）コレクションとは、特定の地域のマテリアル（郵便切手とその使用例など）を伝統的な手法、すなわち原則として切手カタログ掲載順または発行順あるいは額面別などの手法により整理、展開した切手コレクションのことをいう。
郵趣の歴史の中では最も古くから行われているコレクションの構成方法であり、その後派生してきた郵便史コレクションやテーマティクに対して伝統的な収集方法であるため伝統郵趣と称されている。